# Vachtang Kikabidze
Vachtang Kikabidze v Gruzii známější jako Buba Kikabidze (19. července 1938 Tbilisi – 15. ledna 2023) byl gruzínský umělec-hudebník, zpěvák, skladatel a herec. 
Jako hudebník začínal na přelomu padesátých a šedesátých let dvacátého století v hudebních souborech Dielo a Rero. Od roku 1967 působil v populární skupině Orera jako zpěvák a bubeník, od roku 1975 jako umělecký ředitel. Nahrál několik sólových singlů a alb. Vedle hudební dráhy hrál ve filmu. Jeho nejznámější rolí byla postava pilota zvaného Mimino (česky Sokolík) z filmu Muž na svém místě z roku 1977.

## Vyznamenání
- Řád cti – Gruzie, 1994
- Řád přátelství – Rusko, udělen 19. července 2008, v srpnu 2008 jej odmítl[2]
- Vítězný řád svatého Jiří – Gruzie, 22. července 2008[3]
- Řád Vachtanga Gorgasaliho III. třídy – Gruzie

## Diskografie
- V. Kikabidze[4]
- V. Kikabidze[5][6]
- Buba Kikabidze[7]
- Zpívá Buba Kikabidze[8]
- Písně z filmu Veselý román[9][10]
- Vachtang Kikabidze zpívá písně Alexeje Ekimjana [11]
- Písně Ijakoba Bobochidzeho[12]
- Zpívá Vachtang Kikabidze(1980)[13]
- Vachtang Kikabidze (1980)[14]
- Dokud srdce zpívá (გულს სანამდე ემღერება) (1980)[15]
- Vachtang Kikabidze zpívá písně A. Morozova (1983)[16]

## Filmografie
- Idiotokracie (იდიოტოკრატია) – (2008)
- Fortuna (Фортуна) – ruský film (2000)
- Veselý výlet (Веселенькая поездка) – ruský film (1994)
- Chlapi a ti další (მამაკაცები და სხვები) – (1985)
- TASS je zplnomocněn prohlásit… (ТАСС уполномочен заявить…) – sovětský desetidílný televizní seriál (1984)
- Olga a Konstantin (Ольга и Константин) – ruský film (1984)
- Ráno bez známky (Утро без отметок) – ruský film (1983)
- Tři aliasy (სამი ალიყური) – (1982)
- Žij, zlatíčko (იცოცხლე, გენაცვალე) – (1981)
- Stálý přítel (naviděnou příteli…) (მუდმივი მეგობარი (შეხვედრამდე მეგობარო…) – (1980)
- Muž na svém místě (Мимино, Sokolík) – sovětský film (1977)
- Tvali patiosani (თვალი პატიოსანი) – (1976)
- Pseudonym (Псевдоним) – sovětský film (1976)
- Ztracená expedice (Пропавшая экспедиция) – sovětský film (1975)
- Melodie ze čtvrti Vera (ვერის უბნის მელოდიები) – (1973)
- Zcela ztraceni (Совсем пропащий) – sovětský film (1973)
- Já vyšetřovatel… (Я, следователь…, გიორგი მიქელაძე) – sovětský film (1971)
- Chatabala (Խաթաբալա) – arménský film (1971)
- Orera, plnou parou! (ორერა, სრული სვლით!) – (1970)
- Netrap se! (არ იდარდო!) – (1968)
- Setkání v horách (შეხვედრა მთაში) – (1966)